# جو ووكر (موسيقي)
جو ووكر (بالإنجليزية: Joe Walker)‏ هو موسيقي أمريكي، ولد في 1944 في لافاييت في الولايات المتحدة.

## روابط خارجية
- جو ووكر على موقع ميوزك برينز (الإنجليزية)
- جو ووكر على موقع ديسكوغز (الإنجليزية)
- جو ووكر على موقع قاعدة بيانات الفيلم (الإنجليزية)